# Dendrolycosa stauntoni
Dendrolycosa stauntoni är en spindelart som beskrevs av Pocock 1900. Dendrolycosa stauntoni ingår i släktet Dendrolycosa och familjen vårdnätsspindlar. Inga underarter finns listade i Catalogue of Life.